# Rudolf Wiedermann
Rudolf Wiedermann war ein österreichischer Sportfunktionär.

## Leben
Wiedermann wurde 1915 bei der Hauptversammlung des Wiener Amateur-Sportvereins (WAS) zum Präsidenten gewählt. Ein Großteil der Spieler wurde zum Kriegsdienst einberufen, neun von ihnen fielen, etliche gerieten in Kriegsgefangenschaft. Der Spielbetrieb konnte jedoch aufrechterhalten werden. Wiedermann blieb bis 1919 im Amt.